# Ковк (община Айдовшчина)
Вижте пояснителната страница за други значения на Ковк.
Ковк (на словенски: Kovk) е село в Словения, регион Горишка, община Айдовшчина. Според Националната статистическа служба на Република Словения през 2015 г. селото има 128 жители.